# Янівка (Мстиславський район)
Я́нівка (біл. Янаўка, трансліт.: Janaŭka) — село у Мстиславському районі Могилівської області Білорусі. Входить до складу Соприновицької сільради.